# Alderina compressa
Alderina compressa är en mossdjursart som beskrevs av Charles Henry O'Donoghue 1926. Alderina compressa ingår i släktet Alderina och familjen Calloporidae. Inga underarter finns listade i Catalogue of Life.